# Nastagio di Ser Guido
Nastagio di Ser Guido di Ser Guelfo (Montalcino, XIV secolo – ...) è stato un poeta e notaio italiano.

## Biografia
Nastagio, figlio di Ser Guido di Ser Guelfo, nacque a Montalcino, probabilmente intorno alla metà del XIV secolo. Lo troviamo iscritto alla Lira montalcinese del 1371. Molto probabilmente ha esercitato la professione di notaio, anche se nel 1371 ancora non era indicato come tale. Non abbiamo altre testimonianze sulla sua vita, se non il fatto che è molto conosciuto da chi conosce molto bene la vita di Santa Caterina da Siena: il suo nome, infatti, compare sempre nella biografie della Santa, perché, durante il soggiorno di quest’ultima all'Abbazia di Sant'Antimo nell'autunno del 1377, si fa sempre riferimento alla sua conversione per dire che in quella occasione Nastagio scrisse un Capitolo in rima celebrativo di Caterina. Pur non sapendo nulla riguardo la sua morte, possiamo pensare che egli sia morto, probabilmente, in patria.

## Produzione
Pur avendo poche informazioni riguardo la vita del notaio montalcinese, ci sono arrivate a noi alcuni dei suoi scritti. Oltre al Capitolo dedicato a Santa Caterina,  l’altra produzione poetica nell'ambito religioso di Nastagio è costituita dalle sue "Rime profane". Durante la sua gioventù, negli anni 60' e 70' del 300', Nastagio scrisse una serie di poesie non religiose, che sono conservate in un codice manoscritto proveniente dal convento della Santissima Annunziata di Firenze ed, adesso, contenuta all'interno della Biblioteca Medicea Laurenziana. Ecco l'elenco delle rime, secondo la loro disposizione nel codice:
- Misticcio di Nastagio da montalcin, cc.22-23v Mentre d'amor d'amor pensava
- Misticcio fecie cc.23-24 Chi piange chi canta
- Misticcio fecie cc.23-25 Accori homo eh'io muoio
- Contrarij fecie c25 La salsiccia non è charne
- Versi ne quali si tratta la morte di Narciso 'Oabellissimo sopra tutti gl'altri che furo a suo tempo cc.25-29v (Donne piatose diventate crude). [1]